# Chabezskij rajon
Il Chabezskij rajon (in russo Хабезский район?) è un municipal'nyj rajon della Repubblica autonoma della Karačaj-Circassia, in Caucaso.